# Стиль опціону
У фінансах, стиль або рід опціону є клас до якого належить опціон, як правило, визначається за датами, коли опціон може бути виконаний. Переважна більшість опціонів є або європейські чи американські опціони (опціони європейського чи американського стилю). Ці опціони як інші, де виплата розраховується аналогічним чином, називають "простими опціонами". Опції де виплати розраховуються інакше категоризують як «екзотичні опціони". Екзотичні опціони можуть бути складними в оцінці та хеджуванні.

## Американські та європейські опціони
Основна відмінність між американськими і європейськими опціонами полягає в даті коли опціони можуть бути виконані:
- Європейський опціон може бути виконаний тільки на дату закінчення терміну опціону, тобто в один заздалегідь визначений моменту часу.
- Американський опціон, з іншого боку, може бути виконаний у будь-який момент до закінчення терміну дії контракту.

## Дата виконання
Традиційно щомісячні Американські опціони закінчуються в третю суботу кожного місяця. Торги за ними закриваються переддень в п'ятницю. 
Європейські опціони дозрівають в п'ятницю переддень третьої суботи кожного місяця. Тому торгівля ними закривається в четвер, що передує третій суботі кожного місяця.

## Ланки
- Поняття та види опціонів
- Option types data base, global-derivatives.com(англ.)